# Янссен, Тим
Тим Вильхельмус Янссен (нидерл. Tim Wilhelmus Janssen; родился 6 марта 1986, Эйндховен, Нидерланды) — нидерландский футболист, нападающий.
Тим — сын известного нидерландского футболиста Вилли Янссена.

## Клубная карьера
Янссен — воспитанник клуба ПСВ из своего родного города. 30 июля 2003 года в товарищеском матче против английского «Кристал Пэлас» состоялся неофициальный дебют Тима за ПСВ, в конце противостояния он заменил Арьена Роббена. Для получения игровой практики Янссен на правах аренды выступал за «Зволле» и «Эйндховен». В мае 2005 года он порвал крестообразные связки и полгода находился вне игры.
В 2006 году после окончания контракта Янссен подписал соглашение с «Валвейком». Он сразу же завоевал место в основе и в 28 матчах забил 10 голов, став лучшим бомбардиром команды, но клуб по итогам сезона вылетел из Эредивизи и Тим перешёл в НЕК. Несмотря на регулярное место в стартовом составе он не смог забить много голов и в 2009 году решил попробовать силы за пределами Нидерландов.
Новым клубом Янссена стал датский «Эсбьерг». 18 июля в матче против «Митьюлланна» он дебютировал в датской Суперлиге. 9 августа в поединке против «Оденсе» Тим забил свой первый гол за новую команду. 6 мая 2010 года в матче против «Силькеборга» Янссен сделал хет-трик. В первом сезоне он забил 15 голов в 32 матчах и стал лучшим бомбардиром клубы.
Летом 2011 года Тим перешёл в «Мидтьюлланн». 17 июля в матче против «Силькеборга» он дебютировал за новую команду. 7 августа в матче против «Люнгбю» Янссен забил свой первый гол за «Митьюлланн».

## Международная карьера
В 2007 году Янссен в составе молодёжной национальной команды выиграл домашний молодёжный чемпионат Европы.

## Достижения
Международная
 Нидерланды (до 21)
- Чемпионат Европы по футболу среди молодёжных команд — 2007